# Uglas
Uglas – miejscowość i gmina we Francji, w regionie Oksytania, w departamencie Pireneje Wysokie.
Według danych na rok 1990 gminę zamieszkiwały 242 osoby, a gęstość zaludnienia wynosiła 28 osób/km² (wśród 3020 gmin regionu Midi-Pireneje Uglas plasuje się na 821. miejscu pod względem liczby ludności, natomiast pod względem powierzchni na miejscu 1196.).